# Zavodooukovsk
Zavodooukovsk (en russe : Заводоуковск) est une ville de l'oblast de Tioumen, en Russie, et le centre administratif du raïon de Zavodooukovsk. Sa population s'élevait à 25 316 habitants en 2013.

## Géographie
Zavodooukovsk est située sur la rivière Bolchoï Ouk, un affluent de la rivière Tobol, à 96 km au sud-est de Tioumen. 

## Histoire
Zavodooukovsk fut mentionné pour la première fois en 1729 comme un village nommé Oukovskaïa (Уко́вская). Il fut renommé Zavodooukovskoïe (Заводоуко́вское) en 1787. Dans les premières années du XXe siècle, une gare ferroviaire y fut ouverte, sur la ligne reliant Tioumen à Omsk. En 1939, Zavodooukovsk fut élevée au rang de commune urbaine. Pendant la Seconde Guerre mondiale, la ville accueillit l'usine d'aviation de Voronej évacuée. Elle reçut le statut de ville en 1960, puis est devenue centre administratif de raïon en 1965.

## Population
Recensements (*) ou estimations de la population
| 1939* | 1959* | 1970*  | 1979*  | 1989*  |
| ----- | ----- | ------ | ------ | ------ |
| 6 000 | 8 673 | 17 461 | 21 450 | 25 827 |

| 2002*  | 2010*  | 2012   | 2013   | 2014 |
| ------ | ------ | ------ | ------ | ---- |
| 25 674 | 25 647 | 25 340 | 25 316 | -    |